# Jean Bouret
Pour les articles homonymes, voir Bouret.
Jean Bouret est un écrivain, critique d'art et résistant français né le 8 août 1914 à Paris, et mort dans la même ville le 3 octobre 1979.
Il est surtout connu pour avoir organisé le Manifeste de l'homme témoin et défendu un retour à la figuration en peinture.

## Biographie
Jean Bouret naît dans le 14e arrondissement de Paris. Après des études à l'École normale d'instituteurs d'Évreux, à la faculté des lettres de Paris et à l'École pratique des hautes études, section ethnologie, il se marie en 1935 à Bagneux, et devient professeur au collège de Gisors où il enseigne de 1936 à 1940. Entré au Parti communiste à une date inconnue, engagé dans les Brigades internationales, il revient d'Espagne gravement blessé. En 1941, il est attaché à l'Institut d'ethnologie et participe aux actions de l'un des premiers réseaux de Résistance, le Groupe du musée de l'Homme.
En 1946 et 1947, il dirige la revue Regards, organe du Parti communiste. Il quitte le Parti en 1948 et, en 1949, il est reçu membre de l'Association internationale des critiques d'art, émanation de l'Unesco. L'année suivante, il devient rédacteur à Arts et, en 1952, à Marco Polo, revue du Club français du livre. Il exerce ce dernier emploi jusqu'en 1957 et le précédent jusqu'en 1960. Il tient parallèlement la chronique des arts, de 1952 à 1956 à Franc-Tireur, ex-organe des MUR, et à partir de 1958 aux Lettres françaises jusqu'en 1972 et aux Nouvelles littéraires jusqu'à sa mort.
Il est également chargé du commissariat des biennales de Venise et de Lubiana et il organise plusieurs expositions d'art contemporain.
Jean Bouret est mort à Paris, à l'hôpital Laennec, le 3 octobre 1979.

## L'œuvre
Après la guerre, Bouret se signale comme un des principaux acteurs de la polémique lancée par le premier Manifeste de l'homme témoin. Avec Bernard Lorjou, il est l'organisateur d'une exposition qui, le 21 juin 1948, réunit galerie du Bac, aux côtés de Lorjou et de sa compagne Yvonne Mottet, les peintres de la Ruche : Michel de Gallard, Paul Rebeyrolle et Michel Thompson. À cette occasion, Bouret, en prônant un retour à la figuration, incite les peintres à rompre avec les tendances de l'art contemporain. Un groupe de « l'homme témoin » se constitue alors, fondateur du mouvement connu par la suite sous le nom de « jeune peinture ».
Jean Bouret a défendu les peintres de l'École de Paris. Il a écrit une vingtaine d'ouvrages sur la peinture, parmi lesquels des livres consacrés à  Picasso, Toulouse-Lautrec, Degas, Bonnard ou le douanier Rousseau. Il a collaboré avec Léopold Senghor, Lars Bo et de nombreux artistes (Raymond Moisset, par exemple). En 1964, Jean Bouret a publié un nouveau manifeste, intitulé Les pieds dans le plat !, en préface à la partie du catalogue du Salon Comparaisons consacrée à Maurice Boitel et au groupe d'artistes figuratifs invités par ce peintre.

### Prix
- 1973 : prix Charles-Blanc de l’Académie française, pour son ouvrage sur L’École de Barbizon et le paysage français au XIXe siècle

## Publications

### Ouvrages
- 1944 : Desnoyer : Dessins, Paris, Galerie Guiot 4 rue Volney, le 25 octobre 1944, 1944.
- 1947 : Suzanne Valadon, Paris, O. Pétridès, 1947 (avec le fac-similé du manuscrit d'un poème de Maurice Utrillo dédié à sa mère).
- 1950 : Pablo Picasso : Dessins, Paris, éditions des deux Mondes, coll. « Dessins des grands maîtres » (no 2), 1950, 96 p. (OCLC 494462462).
- 1950 : Schwarz-Abrys : Peintures récentes : chevaux, Ménilmontant, rêves morbides, Paris, galerie Allard, 1950.
- 1950 : Emmanuel Bellini, Paris, Orféa, 1950.
- 1953 : Fra Angelico, Paris, Amiot-Dumont, coll. « Bibliothèque des merveilles », 1953 (OCLC 490137883).
- 1953 : Giotto : Église supérieure d'Assise : Fresques, Paris, Amiot-Dumont, coll. « Bibliothèque des merveilles », 1953, 34 p. (OCLC 422137647).
- 1957 : L'Art abstrait : Ses origines, ses luttes, sa présence, Paris, Club français du livre, 1957, 108 p. (OCLC 3254996).
- 1959 : L'Homme à la recherche de lui-même, Diagrammes, no 30, août 1959.
- 1961 : Henri Rousseau, Neuchâtel, Ides et Calendes, 1961, 267 p. (OCLC 801978302).
- 1963 : Michelson : Le Peintre entre le réel et le rêve, Paris, Aimery Somogy, 1963, 110 p. (OCLC 459597178, BNF 32930698).
- 1963 : Toulouse-Lautrec, Paris, Aimery Somogy, coll. « Les Plus Grands » (no 6), 1963, 271 p. (OCLC 442799208).
- 1965 : Degas, Paris, Aimery Somogy, coll. « Les Plus Grands » (no 8), 1965, 272 p. (OCLC 604833107).
- 1965 : José Palmeiro, co-écrit avec Manuel Mujica Láinez et Gérald Schurr, Éditions Soleil, Paris, 1965.
- 1967 : Bonnard : Séductions, Paris, Bibliothèque des arts, coll. « Rythmes et couleurs / 2 » (no 1), 1967, 64 p. (OCLC 25589562).
- 1970 : Pulga, Paris, Le Musée de poche, 1970, 99 p. (OCLC 416345640, BNF 35199105).
- 1972 : L’École de Barbizon et le Paysage français au XIXe siècle, Neuchâtel et Paris, Ides et Calendes et La Bibliothèque des arts, 1972, 272 p. (OCLC 635710914), iconographie et appendices par Joan Rosselet.
- 1976 : Bardone, Neuchâtel et Paris, Ides et Calendes et La Bibliothèque des arts, 1976, 192 p. (OCLC 419625755).
- 1976 : Genis, Neuchâtel et Paris, Ides et Calendes et La Bibliothèque des arts, 1976, 190 p. (OCLC 468957293, BNF 37685756).
- 1977 : André Minaux - Peintures, Monaco, éditions André Sauret, 1977.

Sous le pseudonyme de Bifrons :
- 1965 : 200 recettes secrètes de la cuisine française, Stock, 1966 (OCLC 459552944).

### Articles de presse
- 1953 : « Léon Schwarz-Abrys : Du cloutisme à la peinture au couteau », Samedi Soir,‎ 30 mai 1953.
- 1954 : « Felicia Pacanowska », Franc-Tireur,‎ 15 avril 1954.
- 1995 : Lydia Harambourg (éd.) (préf. Pierre Daix), Sept jours avec la peinture (recueil d'articles de Jean Bouret parus dans Les Lettres françaises et dans Les Nouvelles littéraires), Neuchâtel et Paris, Ides et Calendes et La Bibliothèque des arts, coll. « Pergamine », 1995, 202 p. (ISBN 2-8258-0070-8 et 978-2-8258-0070-6, OCLC 835389044).